# Dietmar Grutsch
Dietmar Grutsch (* 16. August 1937) ist ein ehemaliger deutscher Fußballspieler und -trainer. Grutsch hat von 1956 bis 1962 für die Vereine SV Phönix Ludwigshafen und den FSV Frankfurt in den damals erstklassigen Oberligen Südwest und Süd insgesamt 106 Ligaspiele absolviert und vier Tore erzielt. In der Zweitklassigkeit der Regionalliga Süd folgten mit dem FSV von 1963 bis 1967 noch weitere 93 Ligaeinsätze mit zwei Toren.

## Sportlicher Werdegang
Grutsch spielte ab den ausgehenden 1950er Jahren für den SV Phönix Ludwigshafen in der Oberliga Südwest, wo der Mittelfeldspieler mit der Mannschaft vornehmlich im vorderen Mittelfeld reüssierte und teilweise ins Rennen um die mit der Teilnahme an der Endrunde um die deutsche Meisterschaft verbundene Oberligameisterschaft eingriff. In seiner Debütrunde 1956/57 belegte er mit Phönix in der Oberliga Südwest neben Mitspielern wie Horst Amann, Walter Dächert und Werner Pohl den 4. Rang. Seinen letzten Oberligaeinsatz für Phönix bestritt Grutsch am 30. Spieltag der Runde 1959/60, am 24. April 1960, als er mit seinen Mannschaftskameraden dem Meister FK Pirmasens ein 1:1 auf dem Horeb abtrotzte. Ende 1960 wechselte er berufsbedingt zum FSV Frankfurt in die Oberliga Süd. In der Oberliga Süd debütierte der Abwehrspieler am 21. August 1960 bei einem 1:0-Heimerfolg gegen die SpVgg Fürth. Mit der Mannschaft vom Bornheimer Hang stieg er am Ende der Spielzeit 1961/82 in die 2. Oberliga Süd ab, als dortiger Meister qualifizierte er sich mit ihr für die neu eingeführte Regionalliga als zweithöchster Spielklasse unterhalb der Bundesliga. Dabei hatte er zwischenzeitlich seinen Vertrag gekündigt, um Ende 1961 nach Hamburg zu wechseln – nach der anschließend durch den FSV forcierten Sperre blieb er letztlich beim Klub und lief für ihn noch bis 1966 in der Zweitklassigkeit auf, teilweise trat er als Strafstoßschütze des Klubs auf. Schon im ersten Jahr der neuen Regionalliga, 1963/64, reichte es unter Trainer Bernd Oles und Mitspielern wie Friedel Späth und Rudolf Stracke mit dem 16. Rang nur knapp zum Erhalt der Klasse. Das letzte Regionalligaspiel bestritt Grutsch in der Saison 1966/67 unter Trainer Heinz Baas und an der Seite von Mitspielern wie Ludwig Landerer, Ewald Schöngen und Walter Szaule, als der FSV das Heimspiel gegen den FC Schweinfurt 05 am 11. März 1967 mit 1:0 für sich entscheiden konnte und am Rundenende den 13. Rang belegte. 
Nach dem Ende der aktiven Laufbahn war Grutsch als Trainer bei verschiedenen hessischen Klubs vornehmlich im Amateurbereich tätig. Im Verlauf der Spielzeit 1972/73 übernahm er das Traineramt des in der drittklassigen Hessenliga im Abstiegskampf befindlichen SV 09 Hofheim, konnte den Abstieg jedoch nicht vermeiden. In der Gruppenliga Mitte landete die Mannschaft in der folgenden Spielzeit auf dem zehnten Tabellenplatz, ehe Grutsch mit ihr in den Abstiegskampf rutschte und im Verlauf der Spielzeit 1974/75 gehen musste. Später übernahm er die Reservemannschaft seines Ex-Klubs FSV Frankfurt. Nach der Entlassung von Cheftrainer Gerhard Happ, der erst zu Beginn der Spielzeit 1979/80 die Nachfolge von Heinz Bewersdorf angetreten hatte, übernahm er interimistisch den Trainerposten bei der Zweitligamannschaft, musste jedoch wegen mangelnder Trainerlizenz auf Drängen des DFB nach knapp einem Monat wieder seinen Posten räumen. Bewersdorf kehrte zurück, war aber im Verein nicht wohlgelitten und machte kurz vor Saisonende erneut Platz. Grutsch betreute die Mannschaft bis zum Saisonende und schaffte den Klassenerhalt. Anschließend kehrte er wieder ins zweite Glied zurück. Bis in die 1990er Jahre war er im unterklassigen Bereich als Trainer tätig.